# Pretoria Callies Football Club
Il Pretoria Calles Football Club, meglio noto come Pretoria Callies, è una società calcistica sudafricana con sede nella città di Pretoria. Milita nella National First Division, la seconda serie del campionato sudafricano.

## Storia
Fondato nel 1898, è uno delle più antiche società calcistiche in Sudafrica.  Membro fondatore della National Professional Soccer League, la lega sudafricana attiva dal 1971 al 1995, ha successivamente preso parte a diversi campionati di National Soccer League, la massima divisione del campionato sudafricano dal 1985 al 1995.
Nel 2020, il club ha ottenuto la promozione in National First Division, dopo essersi classificato al secondo posto ai play-off di Second Division. Nelle successive tre stagioni hanno concluso in posizioni di metà classifica, senza poter entrare nella lotta per la promozione in massima serie.

## Strutture

### Stadio
Il club disputa le partite allo stadio Lucas Masterpieces Moripe di Atteridgeville.

## Palmarès

### Altre competizioni
- Second Division:

Finalista: 2019-2020